# Catabola
Catabola é uma cidade e município da província do Bié, em Angola.
Tem 3 028 km² e cerca de 225 mil habitantes. É limitado a Norte pelo município de Nharea, a Este pelo município de Camacupa, a Sul pelo município do Cuíto e a Oeste pelo municípios da Cunhinga.
O município é constituído pela comuna-sede, correspondente à cidade de Catabola, e pelas comunas de Chipeta, Caiuera, Chiuca e Sande. A cidade inclui também o distrito de Chissamba.
Antes de 1975 tinha o nome de "Nova Sintra".